# 산요세일즈앤마케팅한국
산요세일즈앤마케팅(한국)주식회사(SANYO Sales&Marketing (Korea) Co., Ltd.)는 산요 전기 그룹의 계열사인 산요 세일즈 앤 마케팅(주)의 한국 현지법인으로서 2003년 7월 설립되었다. 현재는 하이얼의 소속으로 들어간 상태이다.

## 주요제품
- 디지털캠코더: Xacti 시리즈(Full HD, HD, SD)
- 디지털카메라
- 손난로: 에네루프
- 기타: 차량후방감시카메라
- GHP(Gas Heat Pump)/EHP(Electric Heat Pump): 업소용 에어컨

## 같이 보기
- 산요 전기